# 萊克蘭 (密蘇里州)
萊克蘭（英語：Lakeland）是位於美國密蘇里州謝爾比縣的非建制地區。

## 歷史
萊克蘭的郵局於1857年設立，其後於1860年停運。

## 地理
萊克蘭所處的海拔為高於海平面228米（即748英呎），而該地所採用的時區為UTC-6，即北美中部時區（CST）。同時該地設有夏令時間，為UTC-6調快一小時，即UTC-5（CDT）。